# Santa Barbara Mission

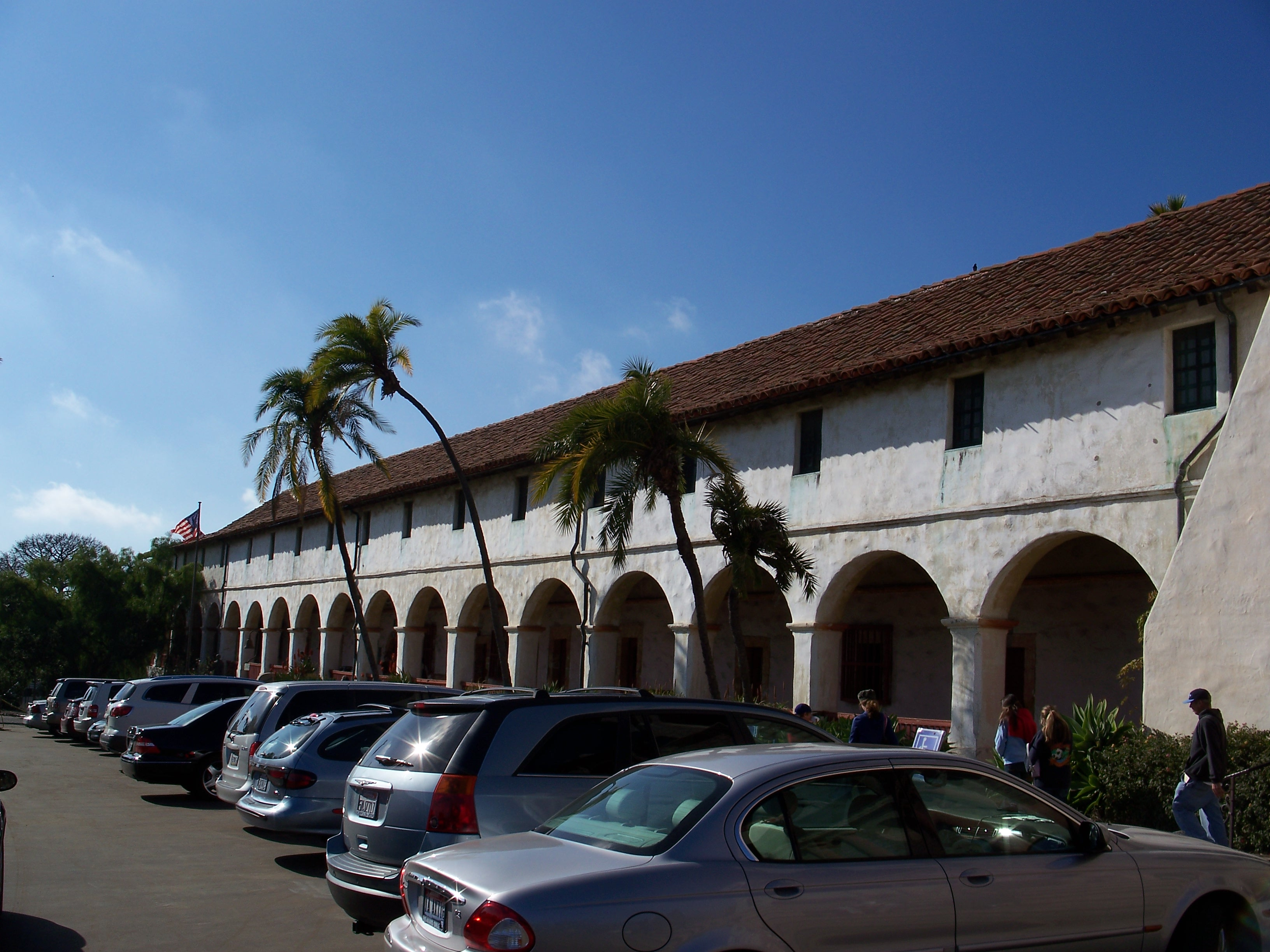
Mission Santa Barbara

La mission de Santa Barbara est l'une des missions de Californie à être encore occupée par des pères franciscains. (Les autres sont San Luis Reis et San Diego d'Alacala).
En 1786, le père Junipero Serra fondait la "Reine des missions" devenue le plus important couvent franciscain de Californie.